# Torpedo andersoni
Torpedo andersoni är en rockeart som beskrevs av Bullis 1962. Torpedo andersoni ingår i släktet Torpedo och familjen darrockor. IUCN kategoriserar arten globalt som otillräckligt studerad. Inga underarter finns listade i Catalogue of Life.